# 亞歷山大·薩梅多夫
亚历山大·谢尔盖耶维奇·沙美多夫（俄语：Александр Сергеевич Самедов；發音：[ɐlʲɪkˈsandr sʲɪrˈɡʲe(j)ɪvʲɪtɕ sɐˈmʲedəf]；1984年7月19日—）是一名俄罗斯足球运动员，曾效力于俄罗斯足球超级联赛莫斯科斯巴达克足球俱乐部。
萨梅多夫出生于苏联莫斯科，父亲是阿塞拜疆人，母亲是俄罗斯人。

## 俱乐部生涯

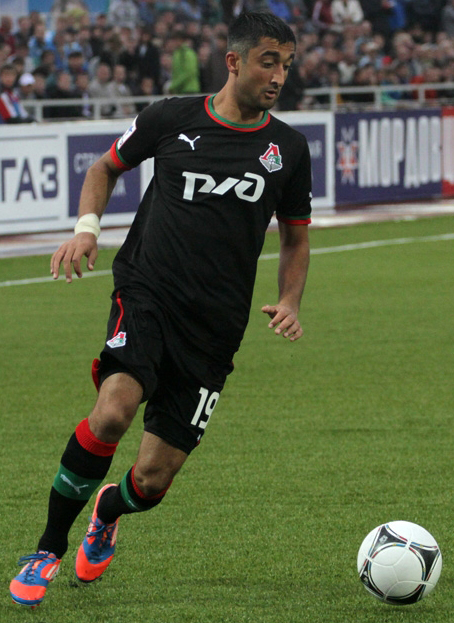
2012年，与洛科莫蒂夫队一同

他曾就读于斯巴达克莫斯科足球学院，被认为是他们最有才华的年轻球员之一。在尼维奥·斯卡拉的带领下，他成为了一线队的常规球员，但在阿列克桑德尔·斯塔尔科夫斯上任后，失去了在一线队的位置。斯巴达克莫斯科随后购买了弗拉基米尔·比斯特罗夫，2005年夏天，萨梅多夫以340万欧元的转会费加盟洛科莫蒂夫莫斯科。然而，萨梅多夫未能在洛科莫蒂夫取得成功，于2008年加入FC Moscow。在米奥德拉格·博佐维奇的指导下取得了巨大进步后，他选择加入一支更大的俱乐部，并在2009-10赛季冬季转会期加盟了迪纳摩莫斯科。2012年6月27日，萨梅多夫重返洛科莫蒂夫，这是他之前效力过的俱乐部。据俱乐部内部消息人士透露，洛科莫蒂夫支付了约820万欧元的转会费。
在第二次效力洛科莫蒂夫期间，萨梅多夫在右边锋位置上稳定了首发位置。2013年5月，他在通常表现出色的助攻基础上射入了一些进球，成功赢得了社交网络上洛科球迷每月最佳球员的投票活动。 他在2014年4月再次赢得了这一奖项。 在2013-2014赛季结束后，俱乐部在社交网络上组织了一项新的投票活动，以评选出赛季最佳球员。萨梅多夫以32.3%的得票率获得了这一奖项。
于2017年1月16日，他回归斯巴达克莫斯科，并在赛季结束时赢得了俄罗斯超级联赛冠军。 他于2019年1月5日与斯巴达克莫斯科互相同意解除合同。
2019年1月13日，他与克里利亚·索维托夫·萨马拉签约。
2019年8月28日，他与半职业俱乐部兹纳缅·诺金斯克签约。
2019年10月27日，他从足球界退役。在兹纳缅·诺金斯克晋升为2020-2021赛季第三级俄罗斯职业足球联赛后，他重新开始了自己的职业生涯。他在2021年1月再次退役，并被洛科莫蒂夫莫斯科任命为球探。 他于2022年离开了洛科莫蒂夫莫斯科。

## 国际职业生涯

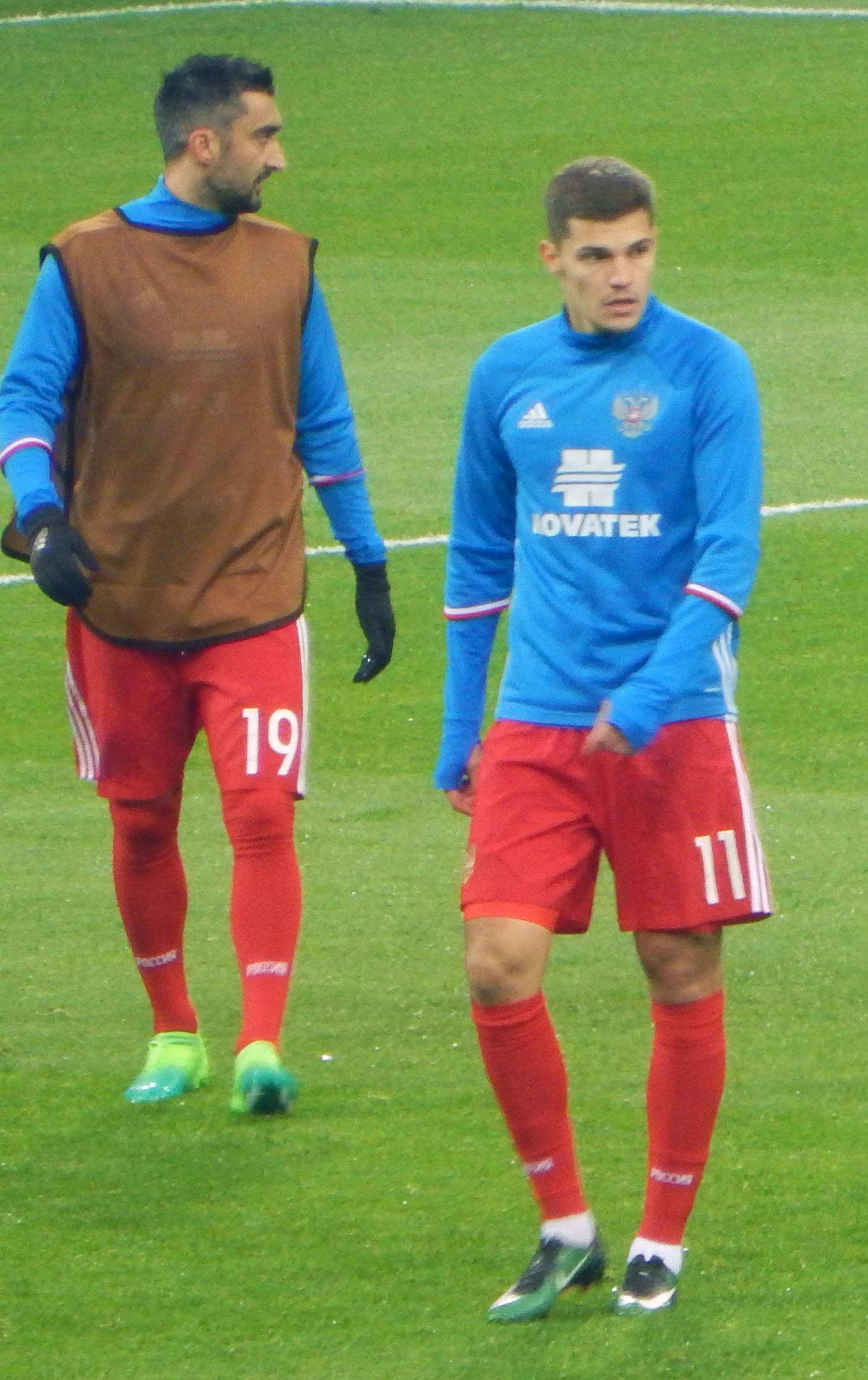
萨梅多夫和佐布宁在索契（2017年）

2003年，萨梅多夫首次访问巴库，就代表阿塞拜疆国家足球队进行讨论。由于这意味着他必须放弃自己的俄罗斯护照，他拒绝了这个提议。
在国际比赛中，萨梅多夫曾代表俄罗斯U-21国家队出场。他于2011年9月下旬首次入选俄罗斯国家足球队。2011年10月7日，在一场欧洲杯2012预选赛中，萨梅多夫替补阿兰·朝戈耶夫在最后一分钟替补出场，帮助俄罗斯客场1-0战胜斯洛伐克队，完成了他在俄罗斯国家队的首秀。
2014年6月2日，他入选了俄罗斯的2014年国际足联世界杯阵容。
2018年5月11日，他入选了俄罗斯的扩展2018年国际足联世界杯阵容。 2018年6月3日，他入选了最终的世界杯阵容。 他在世界杯上的每场比赛中都首发出场，但在5场比赛中有3场在下半场被替换，包括淘汰赛阶段的两场比赛。
在俄罗斯输给克罗地亚的2018年国际足联世界杯四分之一决赛后，他宣布从国家队退役。

## 职业统计

### 俱乐部
最後更新：2014年6月2日
| 俱乐部         | 赛季      | 联赛 | 联赛 | 杯赛 | 杯赛 | 欧洲赛事 | 欧洲赛事 | 总计 | 总计 |
| 俱乐部         | 赛季      | 出场 | 进球 | 出场 | 进球 | 出场     | 进球     | 出场 | 进球 |
| -------------- | --------- | ---- | ---- | ---- | ---- | -------- | -------- | ---- | ---- |
| 莫斯科斯巴达克 | 2002年    | 1    | 0    | 0    | 0    | 0        | 0        | 1    | 0    |
| 莫斯科斯巴达克 | 2003年    | 6    | 0    | 1    | 0    | —        | —        | 7    | 0    |
| 莫斯科斯巴达克 | 2004年    | 29   | 6    | 1    | 0    | 6        | 2        | 36   | 8    |
| 莫斯科斯巴达克 | 2005年    | 11   | 0    | 2    | 1    | —        | —        | 13   | 1    |
| 莫斯科斯巴达克 | 小计      | 47   | 6    | 4    | 1    | 6        | 2        | 57   | 9    |
| 莫斯科火车头   | 2005年    | 9    | 0    | 0    | 0    | 6        | 1        | 15   | 1    |
| 莫斯科火车头   | 2006年    | 13   | 0    | 1    | 0    | 2        | 0        | 16   | 0    |
| 莫斯科火车头   | 2007年    | 23   | 3    | 4    | 0    | 6        | 1        | 33   | 4    |
| 莫斯科火车头   | 2008年    | 4    | 0    | 0    | 0    | —        | —        | 4    | 0    |
| 莫斯科火车头   | 小计      | 49   | 3    | 5    | 0    | 14       | 2        | 68   | 5    |
| 莫斯科         | 2008年    | 17   | 2    | 2    | 0    | 4        | 2        | 23   | 4    |
| 莫斯科         | 2009年    | 27   | 5    | 3    | 0    | —        | —        | 30   | 5    |
| 莫斯科         | 小计      | 44   | 7    | 5    | 0    | 4        | 2        | 53   | 9    |
| 莫斯科迪纳摩   | 2010年    | 27   | 3    | 2    | 1    | —        | —        | 29   | 4    |
| 莫斯科迪纳摩   | 2011-12年 | 43   | 6    | 6    | 0    | —        | —        | 49   | 6    |
| 莫斯科迪纳摩   | 小计      | 70   | 9    | 8    | 1    | 0        | 0        | 78   | 10   |
| 莫斯科火车头   | 2012-13年 | 26   | 2    | 1    | 0    | —        | —        | 27   | 2    |
| 莫斯科火车头   | 2013-14年 | 30   | 7    | 0    | 0    | —        | —        | 30   | 7    |
| 莫斯科火车头   | 小计      | 56   | 9    | 1    | 0    | 0        | 0        | 57   | 9    |
| 总计           | 总计      | 266  | 34   | 23   | 2    | 24       | 6        | 313  | 42   |